# 狼嘴龍屬
狼嘴龍屬（學名：Lycorhinus）又名狼鼻龍或萊克龍，是鳥臀目畸齒龍科恐龍的一屬，化石發現於南非開普省的艾略特組（Elliot Formation）上層，地質年代屬於侏羅紀早期的赫唐階到錫內穆階。
正模標本（編號SAM 3606）是由M. Ricono博士所發現，化石包含了齒骨及上頜骨。在1924年，Sidney Haughton替這些化石命名為狹齒狼嘴龍（Lycorhinus augustidens）。屬名意為「狼的鼻端」，意指其外形類似狼；種名意為「狹隘的牙齒」。因為擁有類似犬齒的牙齒，最初被誤會屬於犬齒獸亞目，但牠們的下頜是由多塊骨頭組成，證明牠們是一種爬行動物。
過去有三個種被歸類於狼嘴龍，例如羅伯特·布魯姆（Robert Broom）命名的L. parvidens；而Richard A. Thulborn在1970年將塔克畸齒龍改歸類於狼嘴龍的一種，但這兩種並沒有被廣泛接受。Richard A. Thulborn在1974年命名的伴侶狼嘴龍（L. consors），在隔年被詹姆斯·霍普森（James Hopson）建立為醒龍屬。
在1975年命名的羊毛龍（Lanasaurus），是一個頜部骨頭，被認為是狼嘴龍的異名。牠們是小型的草食性恐龍，身長約1.2公尺，大小接近畸齒龍，並擁有長的犬齒。研究人員根據羊毛龍的特徵，間接發現狼鼻龍是畸齒龍的近親。在1962年，Alfred Walter Crompton提出牠們屬於鳥臀目恐龍。Richard A. Thulborn曾在1971年建立狼嘴龍科（Lycorhinidae），彼得·加爾東（Peter Galton）提出狼嘴龍科的範圍與畸齒龍科相同。

## 羊毛龍
在1975年，Christopher Gow將發現於相同地層的化石，命名為鑿齒羊毛龍（Lanasaurus scalpridens）。屬名意為「羊毛蜥蜴」，是以古生物學家Alfred Walter Crompton的羊毛狀鬍鬚為名；種名在拉丁文意為「鑿子牙齒」。正模標本（編號BP/1/4244）包含：部份下頜骨頭、上頜骨，發現於自由邦省的艾略特組。每第三顆牙齒是新生長牙齒，呈現出牙齒會生長、替換的跡象。
Christopher Gow本人之後提出，羊毛龍的化石其實只是狼嘴龍的一個標本。目前包含大衛·諾曼（David Norman）在內的許多科學家，也認同兩者是相同動物。

## 外部連結
- Lycorhinus at DinoData （页面存档备份，存于）
- Lycorhinus at Dinosauria.com